# Miachacz
Miachacz (biał. Мяхач; ros. Мехач, Miechacz) – wieś na Białorusi, w obwodzie homelskim, w rejonie lelczyckim, w sielsowiecie Stodolicze, przy granicy z Ukrainą.